# Pietro Gamba
Pour les articles homonymes, voir Gamba (homonymie).
Pietro Gamba (né le 24 octobre 1925 à Varedo et mort le 23 décembre 2008 à Barbaiana di Lainate) est un dessinateur italien de bandes dessinées.

## Biographie
Pietro Gamba a fait ses débuts dans la bande dessinée en 1948 en collaborant avec les éditeurs Agostino Della Casa et Giuseppe Caregaro.
En 1950, il poursuit les aventures de Kinowa (créés par le trio EsseGesse) sur des textes de Andrea Lavezzolo.
En 1954, il crée Zà La Mort, sur des textes de Gian Luigi Bonelli. En 1956, il réalise l'une des versions de Pecos Bill, sur un texte écrit par Cesare Solini.
En 1959, il réalise la bande dessinée Timbergek pour les Éditions Dardo, sur un texte de Renzo Barbieri.
Au cours de sa carrière prolifique, il participe à L'Intrepido, Albi dell'Intrepido, Il Monello, Teddy Bob, Alboromanzo Vamp, Classici a Fumetti , Coyote et Albi Nuovi , Jolanka, Adam, Diabolik, à l'hebdomadaire Cronaca Vera, ...
Pour l'éditeur Sergio Bonelli, il collabore à Il Piccolo Ranger, assistant son cousin Francesco Gamba. Au début des années 1960 il réalise pour le même éditeur un épisode de Tex. En 2006, lors de la célébration du quarantième anniversaire de Comandante Mark du trio EsseGesse, il illustre l'histoire Il segreto della montagna sur des textes de Massimiliano Valentini.
Il meurt le 23 décembre 2008, âgé de 83 ans.

## Œuvres
- Kinowa.
- Pecos Bill (Scénario : Cesare Solini).